# Быков, Эрнест Николаевич
Эрнест Николаевич Бы́ков (2 октября 1936, Тараща, Киевская область — 25 октября 2004, Киев) — советский и украинский инженер-конструктор.

## Биография
Родился 2 октября 1936 года в Тараще (ныне Киевская область, Украина). Сын советского кинооператора документального кино Быкова Николая Владимировича, погибшего в 1945 году.
В 1959 году окончил КИСИ.
С 1962 года работал в институте Гипроград, занимая должности старшего инженера, руководителя группы, в 1973—1987 годах — главный специалист-конструктор в архитектурно-планировочной мастерской № 4, с 1987 года — главный инженер, с 1993 года — главный конструктор института.
Умер 25 октября 2004 года в Киеве. Похоронен на Байковом кладбище (участок № 49б).

## Творчество
Руководил проектированием:
- театров в Житомире, Днепропетровске, Луцке, Хмельницком, Белой Церкви,
- кинотеатра «Звёздный» в Киеве.

Руководил реконструкцией Киевского академического театра оперетты. Здание театра строилось в начале XX-го века на благотворительные средства как помещение Троицкого народного дома
Участвовал в проектировании как один из авторов:
- музыкально-драматических театров в Симферополе, Ивано-Франковске, Ужгороде,
- санатория «Карпаты».

Разработал и развязал принципиальные конструктивные проблемы на всех этапах проектирования и строительства украинского музыкально-драматического театра в Симферополе (1970—1976).
Был главным конструктором строительства нового помещения Киевского театра кукол.

## Премии
- Государственная премия УССР имени Т. Г. Шевченко (1978) — за создание Крымского ОМДТ в Симферополе
- Государственная премия УССР по архитектуре (1990) — за реконструкцию КУГАТОБ имени Т. Г. Шевченко
- Государственная премия Украины в области архитектуры (2013 — посмертно) — за реконструкцию и реставрацию здания ОдАТОБ.